# Zeche Schinkenbank in der Honschaft Fischlaken
Die Zeche Schinkenbank in der Honschaft Fischlaken in Essen-Werden-Fischlaken ist ein ehemaliges Steinkohlenbergwerk. Das Bergwerk befand sich im Bereich des heutigen Scheppener Weg und der Straße Pörtingsiepen.

## Bergwerksgeschichte
Das Bergwerk war bereits vor dem Jahr 1800 in Betrieb. Eine Belehnung des Grubenfeldes hatte jedoch nicht stattgefunden. Im Jahr 1802 wurden pro Tag acht Ringel Steinkohle gefördert. Im Jahr 1804 fanden Ausrichtungsarbeiten statt. Im Jahr darauf wurde im Bereich um Schacht 5 abgebaut. In den Jahren 1807 und 1808 war das Bergwerk außer Betrieb. Nach dem Jahr 1808 wurde das Bergwerk für mehrere Jahre nicht mehr in den Unterlagen erwähnt. Im Jahr 1816 wurde der Schacht Hoffnung geteuft und ab Dezember desselben Jahres fand wieder Abbau statt. Ab Juli des Jahres 1819 war das Bergwerk erneut außer Betrieb. Im Jahr 1820 konsolidierte die Zeche Schinkenbank in der Honschaft Fischlaken mit der Zeche Kucks zur Zeche Vereinigte Kucks & Schinkenbank.